# The Jelly Jam

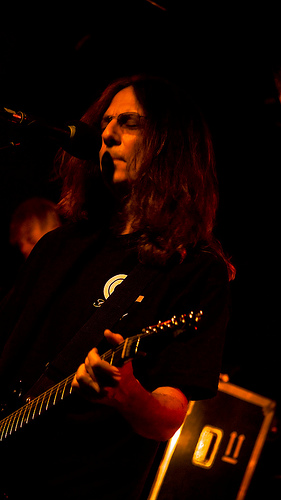
Ty Tabor de King's X en la guitarra y vocalización de la banda

The Jelly Jam (también conocido como Jelly Jam) es una banda de rock progresivo, integrada por Ty Tabor de King's X en la guitarra y vocalización, Rod Morgenstein de The Dixie Dregs en la batería y John Myung de Dream Theater en el bajo. Estos tres músicos tocaron juntos antes como Platypus, con Derek Sherinian en los teclados, y lanzaron 2 álbumes. 
Su lanzamiento debut homónimo Jelly Jam fue publicado por InsideOut Music en el 2002. Su segundo álbum, Jelly Jam 2, fue lanzado en el 2004, también por Inside Out. En el 2011 editan su tercer álbum de estudio, llamado Shall We Descend. En 2016 se produjo el lanzamiento de su cuarto álbum, titulado Profit.